# Seznam zápasů irské fotbalové reprezentace na MS
Irská fotbalová reprezentace byla celkem 3x na mistrovstvích světa ve fotbale a to v letech 1990, 1994, 2002.
- Aktualizace po MS 2002 - Počet utkání - 13 - Vítězství - 3x - Remízy - 6x - Prohry - 4x

| Číslo | Soupeř         | Výsledek           | MS      | Fáze turnaje       | Góly Irska                                                                        |
| ----- | -------------- | ------------------ | ------- | ------------------ | --------------------------------------------------------------------------------- |
| 1.    | Anglie         | 1 – 1              | MS 1990 | základní skupina F | Kevin Sheedy                                                                      |
| 2.    | Egypt          | 0 – 0              | MS 1990 | základní skupina F | Ne                                                                                |
| 3.    | Nizozemsko     | 1 – 1              | MS 1990 | základní skupina F | Niall Quinn                                                                       |
| 4.    | Rumunsko       | 0 – 0 (pen. 5 - 4) | MS 1990 | osmifinále         | penalty: Kevin Sheedy, Ray Houghton, Andy Townsend, Tony Cascarino, David O'Leary |
| 5.    | Itálie         | 0 – 1              | MS 1990 | čtvrtfinále        | Ne                                                                                |
| 6.    | Itálie         | 1 – 0              | MS 1994 | základní skupina E | Ray Houghton                                                                      |
| 7.    | Mexiko         | 1 – 2              | MS 1994 | základní skupina E | John Aldridge                                                                     |
| 8.    | Norsko         | 0 – 0              | MS 1994 | základní skupina E | Ne                                                                                |
| 9.    | Nizozemsko     | 0 – 2              | MS 1994 | osmifinále         | Ne                                                                                |
| 10.   | Kamerun        | 1 – 1              | MS 2002 | základní skupina E | Matt Holland                                                                      |
| 11.   | Německo        | 1 – 1              | MS 2002 | základní skupina E | Robbie Keane                                                                      |
| 12.   | Saúdská Arábie | 3 – 0              | MS 2002 | základní skupina E | Robbie Keane, Gary Breen, Damien Duff                                             |
| 13.   | Španělsko      | 1 – 1 (pen. 2 - 3) | MS 2002 | osmifinále         | Robbie Keane (penalta) penalty: Robbie Keane, Steve Finnan                        |